# أرنالدو أوتيغي
أرنالدو أوتيغي (بالإسبانية: Arnaldo Otegi) (ولد في 6 يوليو 1958،) هو سياسي باسكي، متحدث باسم الانفصاليين الباسك في حزب باتاسونا، الحزب الذي أعلن في عام 2003 عن عدم شرعيته لعلاقاته مع حركة ايتا، وهي منظمة انفصالية محظورة.
قبل دخوله السياسة، كان قد أدين لأنه كان ناشطا من حركة ايتا، شارك في العديد من العمليات. ثم في التسعينات، بدأ حياته المهنية في العمل السياسي، وسرعان ما اكتسب أهمية في إطار انفصال إقليم الباسك وأصبح زعيم حزب باتاسونا. بتاريخ 27 أبريل 2006 حكم عليه بالسجن لمدة 15 شهرا في السجن بتهمة التحريض على الإرهاب في خطاب ألقاه في عام 2003 في ذكرى مقتل عضو بارز في منظمة ايتا منذ 25 عاما. بدأ يقضي العقوبة في 8 يونيو 2007 ثم أخلي سبيله من السجن في أغسطس 2008. في أكتوبر 2009 تم اعتقاله مرة أخرى بتهمة محاولة إعادة هيكلة حزب باتاسونا. بدأ إضرابا عن الطعام في 27 يناير عام 2010. وحكم عليه من قبل المحكمة العليا في سبتمبر 2011 بعشر سنوات سجناً بتهمة الانتماء إلى منظمة ارهابية. لا يزال شخصية مهمة في إطار انفصال إقليم الباسك.
في منتصف مارس 2011 حكمت المحكمة الأوروبية لحقوق الإنسان بإدانة الدولة الأسبانية بدفع مبلغ 20،000 يورو تعويضا عن الأضرار المعنوية بانتهاكها لحق أوتيغي في حرية التعبير في قضية إهانة الملك.

## وصلات خارجية
- أرنالدو أوتيغي على موقع IMDb (الإنجليزية)

- حملة لإطلاق سراح أرنالدو أوتيغي